# Liste des épisodes de The Deuce

Cette page présente la liste des épisodes de la série télévisée américaine The Deuce.

## Liste des épisodes

### Première saison (2017)
Cette saison de huit épisodes est diffusée depuis le 10 septembre 2017.
| N° | Titre                                         | Réalisation       | Scénario                                     | Diffusion US                                    |
| -- | --------------------------------------------- | ----------------- | -------------------------------------------- | ----------------------------------------------- |
| 1  | Pilote Pilot                                  | Michelle MacLaren | David Simon & George Pelecanos               | 25 août 2017 (en ligne) 10 septembre 2017 (HBO) |
| 2  | Montrez patte blanche ! Show and Prove        | Ernest Dickerson  | Richard Price & George Pelecanos             | 17 septembre 2017                               |
| 3  | Une question de principe The Principle Is All | James Franco      | David Simon & Richard Price                  | 24 septembre 2017                               |
| 4  | Une opportunité en or I See Money             | Alex Hall         | George Pelecanos & Lisa Lutz                 | 1er octobre 2017                                |
| 5  | Quel genre d'emmerdes ? What Kind of Bad?     | Uta Briesewitz    | Richard Price, Will Ralston & Chris Yakaitis | 8 octobre 2017                                  |
| 6  | Pourquoi moi ? Why Me?                        | Roxann Dawson     | Richard Price & Marc Henry Johnson           | 15 octobre 2017                                 |
| 7  | Bordel de bordel ! Au Réservoir               | James Franco      | David Simon & Megan Abbott                   | 22 octobre 2017                                 |
| 8  | Je m'appelle Ruby My Name Is Ruby             | Michelle MacLaren | David Simon & George Pelecanos               | 29 octobre 2017                                 |

### Deuxième saison (2018)
Cette saison de neuf épisodes est diffusée depuis le 9 septembre 2018.
| N° | Titre                                                                | Réalisation    | Scénario                       | Diffusion US      |
| -- | -------------------------------------------------------------------- | -------------- | ------------------------------ | ----------------- |
| 1  | Notre raison d'être Our Raison d'Être                                | Alex Hall      | David Simon & George Pelecanos | 9 septembre 2018  |
| 2  | C'est tout un art There's an Art to This                             | Alex Hall      | Richard Price                  | 16 septembre 2018 |
| 3  | Sept cinquante Seven-Fifty                                           | Steph Green    | Chris Yakaitis                 | 23 septembre 2018 |
| 4  | De grandes ideés What Big Ideas                                      | Uta Briesewitz | Anya Epstein                   | 30 septembre 2018 |
| 5  | Tu ne dévoreras que des cannibales All You'll Be Eating is Cannibals | Zetna Fuentes  | Richard Price & Carl Capotorto | 7 octobre 2018    |
| 6  | On est tous des animaux We're All Beasts                             | Susanna White  | Megan Abbott & Stephani DeLuca | 14 octobre 2018   |
| 7  | Le Côté féministe The Feminism Part                                  | Tricia Brock   | Will Ralston                   | 21 octobre 2018   |
| 8  | Personne ne va dérouiller Nobody Has to Get Hurt                     | Tanya Hamilton | George Pelecanos               | 28 octobre 2018   |
| 9  | Au-delà du masque Inside the Pretend                                 | Minkie Spiro   | David Simon                    | 4 novembre 2018   |

### Troisième saison (2019)
Cette dernière saison de huit épisodes est diffusée depuis le 9 septembre 2019.
| N° | Titre                                                      | Réalisation    | Scénario                       | Diffusion US      |
| -- | ---------------------------------------------------------- | -------------- | ------------------------------ | ----------------- |
| 1  | La caméra vous adore The Camera Loves You                  | Alex Hall      | David Simon & George Pelecanos | 9 septembre 2019  |
| 2  | Morta di Fame                                              | Susanna White  | Carl Capotorto                 | 16 septembre 2019 |
| 3  | Personne n'est normal Normal Is a Lie                      | Tanya Hamilton | Iturri Sosa                    | 23 septembre 2019 |
| 4  | Elles ne rentrent jamais chez elles They Can Never Go Home | James Franco   | Will Ralston                   | 30 septembre 2019 |
| 5  | On n'a qu'une famille You Only Get One                     | Roxann Dawson  | Chris Yakaitis                 | 7 octobre 2019    |
| 6  | Histoire de confiance This Trust Thing                     | James Franco   | Stephani DeLuca                | 14 octobre 2019   |
| 7  | Fin de journée That's a Wrap                               | Alex Hall      | David Simon & George Pelecanos | 21 octobre 2019   |
| 8  | Jusqu'au bout Finish It                                    | Roxann Dawson  | David Simon & George Pelecanos | 28 octobre 2019   |